# Moruzgve
Moruzgve, ponekad kod nas i morske anemone  (lat. Actinaria) su često sesilni, solitarni žarnjaci iz razreda koralja koji imaju oblik polipa šestozračne simetrije (lat. Hexacorallia), cilindrično tijelo i 6 odnosno umnožak broja 6 (crvena moruzgva ima 196) vrlo pokretljivih lovki oko usnog otvora. Za razliku od ostalih koralja, nemaju čvrst kostur.
Žive uglavnom pojedinačno, pričvršćene pedalnim diskom i sekretom koji je ljepljiv za podlogu, ili lebde slobodno u moru. Ni vrste koje žive pričvršćene uz podlogu nisu potpuno sesilne i mogu se malo kretati praveći kružne pokrete ili čak plivati pomoću tentakula i valovitim pokretima diska.
Nastanjuju sva mora, a žive od plićaka pa do dubine od 10 000 metara. Poznato je više od 1000 vrsta, a u Jadranu su najpoznatije crvena moruzgva (Actinia equina), smeđa vlasulja (Anemonia sulcata), plaštena moruzgva (Adamsia palliata) i opnena voskovica (Cerianthusmembranaceus). Družbena moruzgva (Calliactis parasitica) prihvaća se na prazne kućice puževa u kojima žive neke vrste rakova (Paguroidea).
Veličina im je različita, pa su ovisno o vrsti velike od jedan pa do 150 centimetara. Hrane se pretežno malim ribama, rakovima i puževima, dok se neke hrane samo planktonom. Neke vrste žive u simbiozi s drugim životinjama.

## Unutarnja građa
Šestozračna građa ogleda se u tome što im je unutrašnjost tijela (gastrovaskularna šupljina) podijeljena na komore pregradama (septama) kojih najčešće ima 6 ili višekratnik broja 6, iako se mogu naći i po 5 ili 10, ali nikada ih nema 8 (kao što je to kod oktokoralija). Od pukotinastih usta koje se nalaze na slobodnom kraju tijela polazi ždrijelo koje se završava u šupljini. Ždrijelo je povezano s tjelesnim zidom preko septi. Tjelesni zid je, kao kod svih žarnjaka, izgrađen od dva sloja stanica:
- epiderma, vanjskog
- endoderma, unutrašnjeg čije su stanice s trepljama

Između ovih slojeva nalazi se dobro razvijen mezoglej u kojem su razbacane stanice.
Žarne stanice su razbacane po čitavoj površini tijela, ali su najbrojnije na lovkama i oko usnog otvora. Epitelo-mišićne stanice izgrađene su od miofibrila koje su:
- na lovkama raspoređene uzdužno
- oko usnog otvora radijalno raspoređene.

Živčani sustav je difuzan, odnosno, izgrađen od živčanih stanica povezanih tako da grade mrežu u osnovi epidermisa i endodermisa.
Moruzgve se razmnožavaju uglavnom spolno, dok se neke usamljene jedinke mogu razmnožavati i bespolno, diobom i pupanjem. Najčešće su odvojenih su spolova s gonadama koje se obrazuju na pregradama, iako ima i hermafroditnih vrsta. Kada spolne stanice sazriju dolazi do prskanja gonada i oslobađanja gameta u gastro-vaskularnu šupljinu. Oplodnja se vrši u toj šupljini, a zatim se oblikuje larva planula koja kroz usni otvor izlazi napolje. Larva jedno vrijeme pliva, pa se spušta na dno i izraste u polipa.

## Vanjske poveznice
- BioNetŠkola  Arhivirana inačica izvorne stranice od 6. listopada 2008. (Wayback Machine)
- Bioskolos  Arhivirana inačica izvorne stranice od 31. prosinca 2005. (Wayback Machine)
- Order Actiniaria  Arhivirana inačica izvorne stranice od 4. srpnja 2008. (Wayback Machine)
- http://www.actiniaria.com
- Anemone Armies Battle to a Standoff